# Natriumcitraat
Met natriumcitraat wordt gewoonlijk trinatriumcitraat bedoeld, een van de drie natriumzouten van citroenzuur:
- mononatriumcitraat: NaH2(C3H5O(COO)3)
- dinatriumcitraat: Na2H(C3H5O(COO)3)
- trinatriumcitraat: Na3C3H5O(COO)3

Alle drie zijn ze in de Europese Unie toegelaten als voedingsadditief met als functie zuurteregelaar (voedingszuur). Het E-nummer is E331 (respectievelijk E331(i), E331(ii) en E331(iii)).

## Synthese
Natriumcitraat wordt bereid door de neutralisatie van citroenzuur met natronloog.

## Toepassingen
Mononatriumcitraat is, net als citroenzuur, een hulpstof in bruistabletten, in combinatie met bicarbonaat. In water reageren deze en komt er koolstofdioxidegas vrij.
Dinatriumcitraat wordt gebruikt als antioxidant in voeding, evenals om het effect van andere antioxidanten te versterken of verbeteren.
Trinatriumcitraat wordt ook gebruikt als anticoagulans en verhindert het vroegtijdig stollen van bloed of bloedplasma bij het transport naar het laboratorium of bij aferese.
Inname van een natriumcitraatoplossing kort vóór een wedstrijd blijkt de prestaties te bevorderen van langeafstandslopers. Het heeft wel onaangename neveneffecten op het maag- en darmstelsel.
Natriumcitraat wordt verder onder andere gebruikt als smeltzout om harde kaas zachter te maken.